# Vallée de l'Ernz
Vallée de l'Ernz (en luxembourgeois : Ärenzdallgemeng, en allemand : Ernztalgemeinde) est une commune luxembourgeoise, située dans le canton de Diekirch.

## Géographie

### Situation
La commune est située dans la vallée de l'Ernz Blanche (un affluent de la Sûre), à la limite nord de la région Mullerthal et à proximité de la vallée de la Moyenne-Sûre.

### Communes limitrophes
| Erpeldange-sur-Sûre, Diekirch | Bettendorf       | Reisdorf   |
| Schieren                      | Vallée de l'Ernz | Beaufort   |
| Nommern                       | Heffingen        | Waldbillig |

### Sections de la commune
- Eppeldorf
- Ermsdorf
- Folkendange
- Keiwelbach
- Medernach (chef-lieu)
- Savelborn
- Stegen

## Toponymie
La commune doit son nom à sa situation géographique, en plein cœur de la vallée de l'Ernz Blanche.

## Histoire
La commune est née de la fusion des communes d’Ermsdorf et Medernach le 1er janvier 2012.

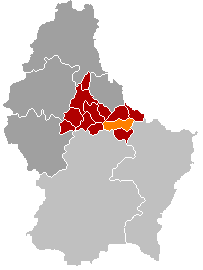
Ermsdorf.
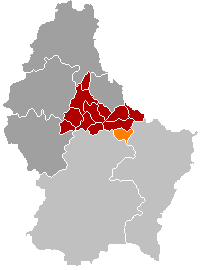
Medernach.
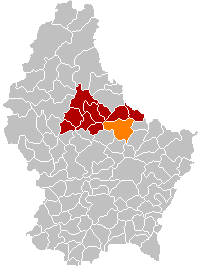
Vallée de l’Ernz.

## Politique et administration

### Structure administrative
La commune est née de la fusion d'Ermsdorf et de Medernach le 1er janvier 2012 et se situe dans le canton de Diekirch.

#### Administration communale
Le conseil communal de Vallée de l'Ernz est composé de onze membres, dont le collège des bourgmestre et échevins constitué de quatre membres : le bourgmestre André Kirschten et trois échevins.
Commune de moins de 3 000 habitants, les élections se font d'après le système de la majorité relative et, spécificité des communes fusionnées, le nombre de conseillers communaux est constitué pour les deux mandats post-fusion de la somme de ceux des anciens conseils communaux (six pour Medernach et cinq pour Ermsdorf) : ainsi, la commune passera de onze à neuf conseillers communaux à l'issue des élections communales de 2023.

### Liste des bourgmestres
| Identité            | Période          | Période        | Durée                      | Étiquette |
| Identité            | Début            | Fin            | Durée                      | Étiquette |
| ------------------- | ---------------- | -------------- | -------------------------- | --------- |
| André Kirschten (d) | 10 novembre 2011 | 8 février 2023 | 11 ans, 2 mois et 29 jours | SÉ        |
| Bob Bintz (d)       | 9 février 2023   | En cours       | 2 ans, 4 mois et 18 jours  | SÉ        |

### Tendances politiques et résultats
La commune de Vallée de l'Ernz est rattachée pour les élections législatives à la circonscription Nord. Aux élections législatives luxembourgeoises de 2018, les deux partis arrivés en tête dans la circonscription Sud sont le Parti populaire chrétien social (CSV) avec 32,24 % des voix suivi du Parti démocratique (DP) avec 17,14 % des voix.

## Population et société

### Démographie
L'évolution du nombre d'habitants est connue à travers les recensements de la population effectués dans le pays depuis 1821. Les recensements décennaux de la population permettent de caler les chiffres sur la composition de la population par sexe, âge, nationalité et commune de résidence. Entre deux recensements, la population au 1er janvier de l’année {\displaystyle x} est évaluée en ajoutant à la population au 1er janvier de l’année {\displaystyle x-1} les soldes naturel (naissances {\displaystyle -} décès) et migratoire (arrivées {\displaystyle -} départs) de l'année. La même méthode est appliquée pour la répartition par âge au 1er janvier et les effectifs totaux par nationalité. Depuis le 1er septembre 2023, le Luxembourg dénombre 100 communes.
Au 1er janvier 2024, la commune comptait 2 796 habitants.
| 2012  | 2013  | 2014  | 2015  | 2016  | 2017  | 2018  | 2019  | 2020  |
| ----- | ----- | ----- | ----- | ----- | ----- | ----- | ----- | ----- |
| 2 375 | 2 431 | 2 462 | 2 520 | 2 570 | 2 591 | 2 594 | 2 641 | 2 653 |

| 2021  | 2022  | 2023  | 2024  | - | - | - | - | - |
| ----- | ----- | ----- | ----- | - | - | - | - | - |
| 2 687 | 2 674 | 2 770 | 2 796 | - | - | - | - | - |

Le graphique qui aurait dû être présenté ici ne peut pas être affiché car il utilise l'ancienne extension Graph, désactivée pour des questions de sécurité. Des indications pour créer un nouveau graphique avec la nouvelle extension Chart sont disponibles ici.

## Héraldique, logotype et devise
La commune ne possède pas de blason.